# Верхнее Санчелеево
Верхнее Санчелеево — село в Ставропольском районе Самарской области. Административно входит в сельское поселение Верхнее Санчелеево.

## История
Село основано в середине XVIII века в верховьях речки Соколки. Название получило по уже существовавшему в низовьях речки селу Санчелеево (ставшему затем Нижним Санчелеево). Само же слово Санчелеево основано от личного традиционного чувашского имени Санчелей (Сюнчалей).
Православные жители села относились к приходу Нижне-Санчелеевской церкви в честь Михаила Архангела пока в 1861 году не была открыта церковь с престолом во имя Казанской иконы Божией Матери.
В том же 1861 году в селе открылось мужское уездное училище, а в 1906 году — одноклассная смешанная церковно-приходская школа, в которой в 1910 году обучалось 74 мальчика и 40 девочек.
В марте 1918 года в селе была установлена Советская власть, но в марте 1919 года значительная часть крестьян примкнула к восставшим в ходе Чапанной войны. В бою с чапанщиками погиб тогдашний председатель сельсовета Ведяшев, чьим именем теперь названа одна из улиц села.
В эпоху коллективизации в 1929 году в Верхнем Санчелеево появился колхоз «Путь к социализму». Колхоз располагал 11 тысячами гектаров пашни, 900 лошадьми и 6 тракторами «Интер». Также в селе имелся колхоз имени Молотова. В 1956 году колхозы были объединены под названием «Правда», а в 1957 году к новому колхозу присоединился и колхоз «Искра Ленина», расположенный в поселках Вечкановка, Хорьковка, «Новый Сокол» Верхне-Санчелеевского сельсовета. В 1958 году колхоз «Правда» был вновь укрупнён, к нему был присоединён колхоз имени Калинина, расположенный в селе Лопатино.
С 1953 сначала колхозом «Путь к социализму», а затем колхозом «Правда» управлял председатель Николай Михайлович Макаров. Он был умелым и талантливым руководителем, и вскоре вывел колхоз в лидеры среди предприятий района. Урожайность зерновых выросла с 9-10 центнеров с га до 20-25 центнеров и выше, а в урожайные годы (в 1978 и 1984 годах) — и по 34,7 центнера. Десятая часть всех зерновых Ставропольского района производилась колхозом «Правда».
В 1962 году началось строительство 12-ти километрового водопровода. В 1966 году колхоз начал строительство десятилетней школы, восьмиквартирного дома для учителей. Были построены пекарня на 5 тонн хлеба в сутки, водонапорная башня, две новые скважины водозабора. В 1967 году были построены детский комбинат на 140 мест, столовую на 350 мест, котельную. Сооружён обелиск в честь односельчан, погибших в годы Великой Отечественной войны.
В 1975 г. колхоз «Правда» имел 12359 гектаров пашни, 29 гусеничных и 26 колесных тракторов, 29 зерновых и 8 силосных комбайнов, 57 сеялок, 45 многокорпусных плугов, 52 культиватора и 33 автомашины. На фермах насчитывалось около 7000 голов скота. В 1976 году была пущена молочная ферма на 1200 коров, ещё более 600 коров содержалось на ферме в Лопатино. Ежегодно на молкомбинат в Тольятти поставлялось 5500 тонн молока молока, а на мясокомбинат 350 тонн мяса.
Колхоз стал миллионером, а его председатель Николай Михайлович Макаров — Героем Социалистического труда.

## Население
| Год  | Численность | Численность |
| ---- | ----------- | ----------- |
| 1859 | 2304        | [ 2 ]       |
| 1889 | 3691        | [ 3 ]       |
| 1897 | 3871        | [ 4 ]       |
| 1910 | 4665        | [ 5 ]       |
| 2010 | 1566        | [ 1 ]       |

## Уроженцы
Уроженец села Иван Васильевич Паньков был вторым командиром дирижабля «СССР В-6», который погиб при спасении папанинцев.
Василий Михайлович Клементьев — механизатор, экскаваторщик. Герой Социалистического Труда, работал на строительстве Горьковского автозавода, принимал участие в строительстве Жигулёвской ГЭС, Асуанской плотины в Объединённой Арабской Республике, гидросооружений во Вьетнаме, строил газовый завод в Оренбурге, АВТОВАЗ.

## Достопримечательности
- Церковь Казанской иконы Божьей Матери
- Мемориал павшим во время Великой Отечественной войны

## Галерея

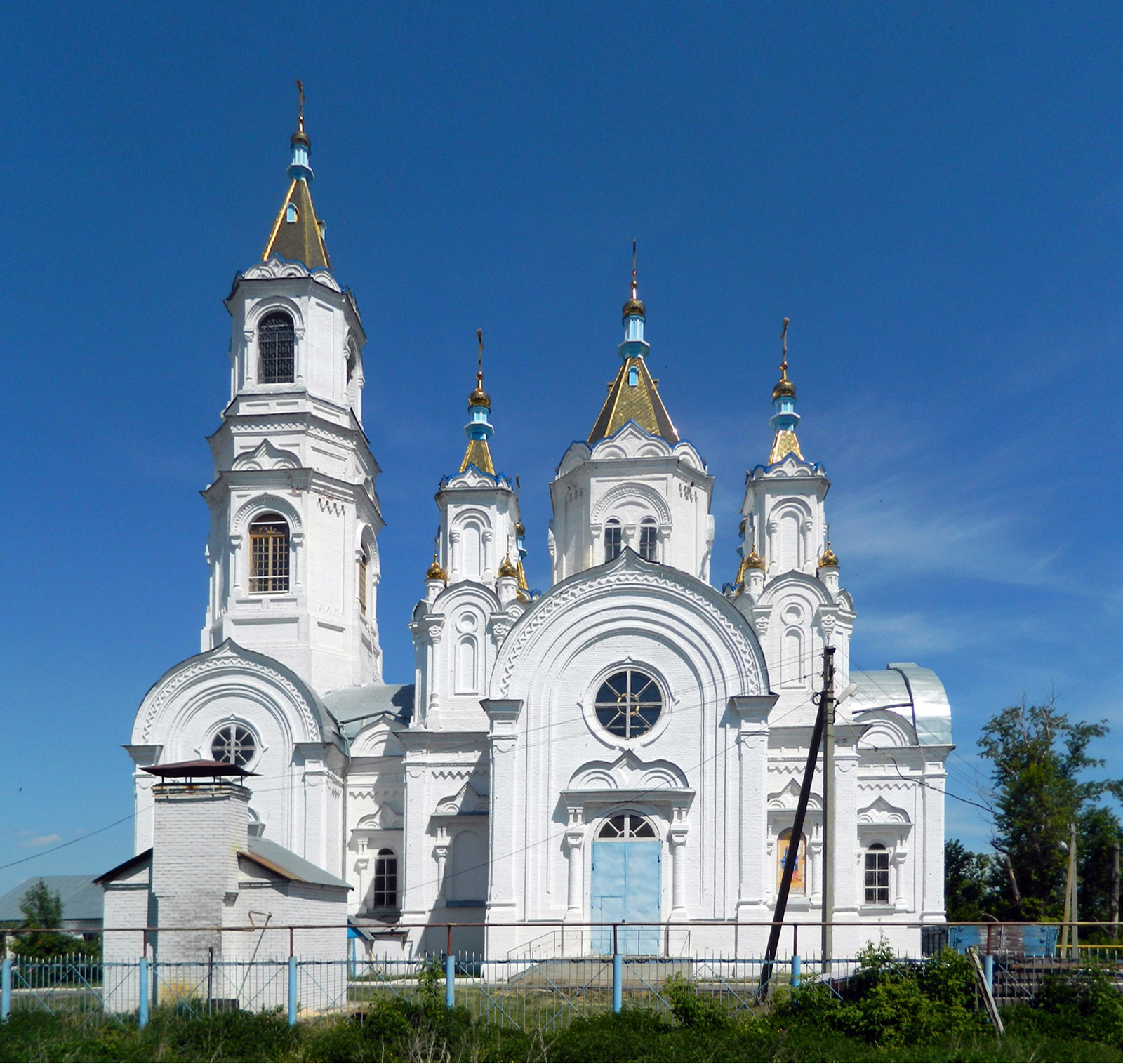
Церковь Казанской иконы Божьей Матери в селе Верхнее Санчелеево
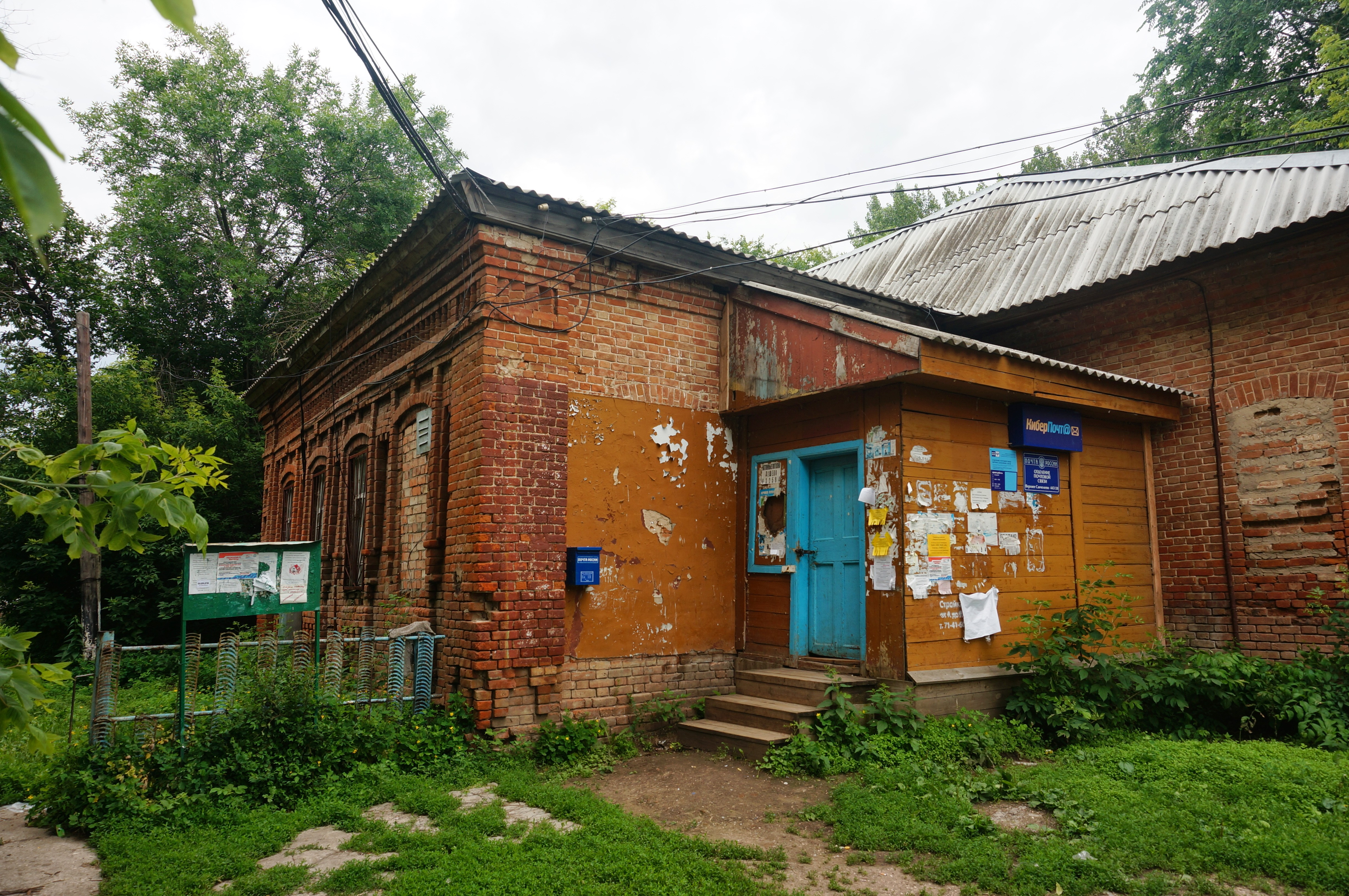
Верхнее Санчелеево. Почта
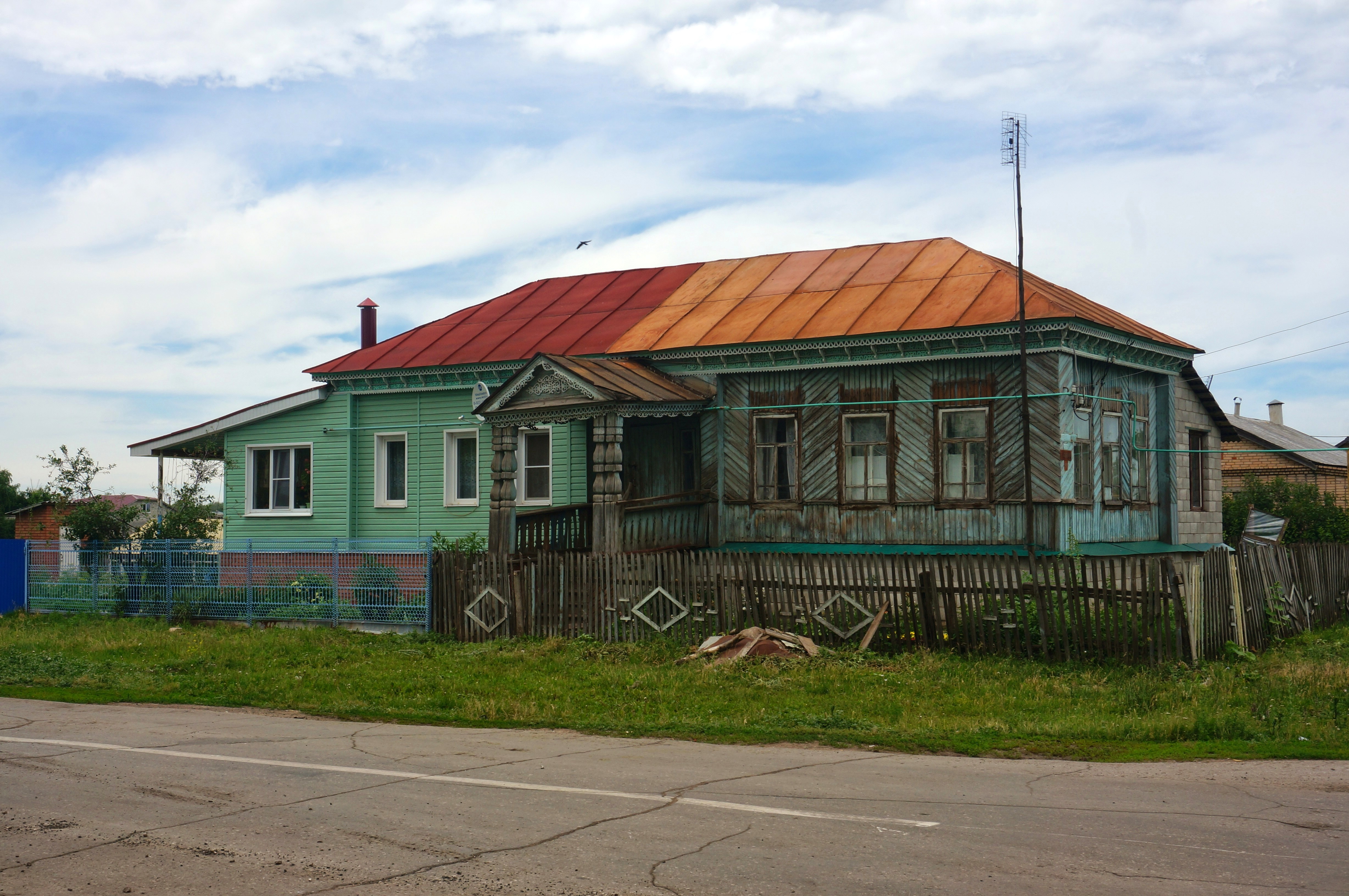
Верхнее Санчелеево. Улица Кооперативная
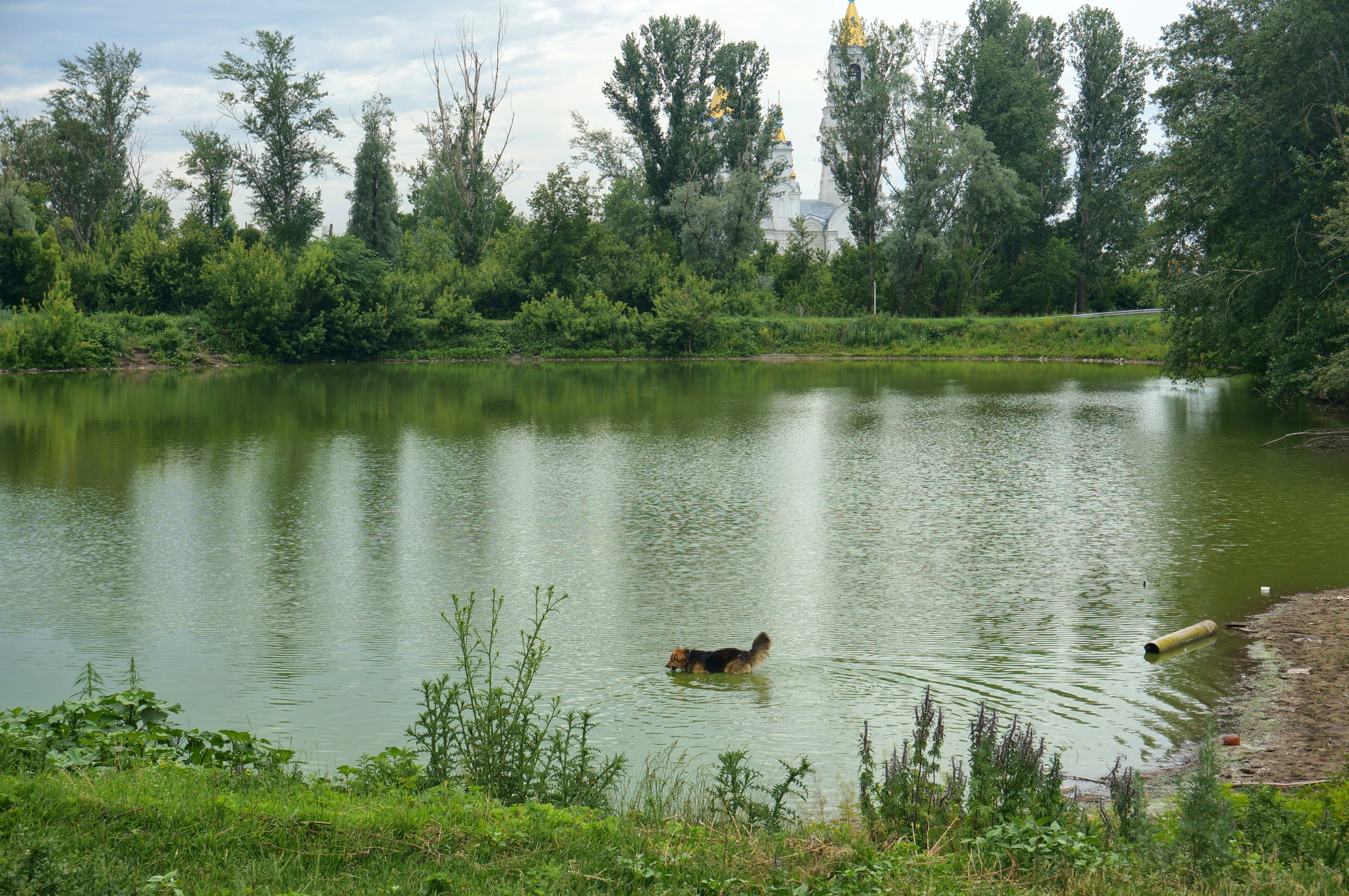
Озеро